# Danza de la vela

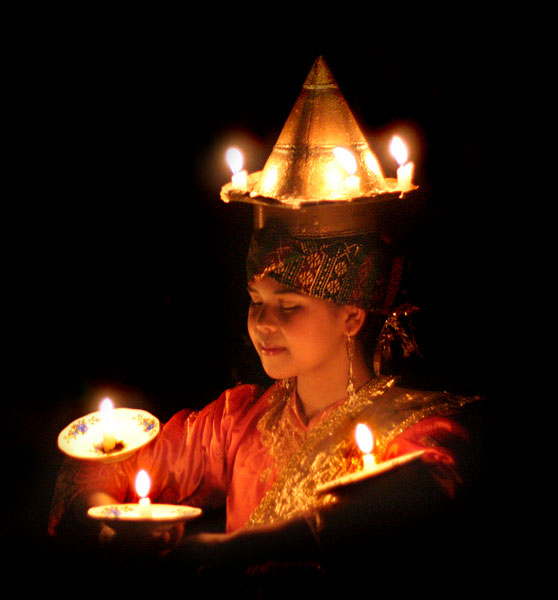
Bailarina de la danza de las velas en Padang, Sumatra Barat, Indonesia

La danza de la vela (en malayo: Tarian Lilin, en indonesio: Tari Lilin) es un baile realizado por un grupo de bailarines con el acompañamiento de un grupo de músicos. Los bailarines llevan velas encendidas en platos que se sostienen en la palma de cada mano. Los bailarines bailan en grupos, girando los platos cuidadosamente mediante contorsiones de los brazos para que estén siempre horizontales y las velas no se apaguen.
Se dice que el baile se originó en Sumatra.